# Nate Ruess
Nathaniel Ruess, simplement dit Nate Ruess, né le 26 février 1982, est un chanteur, auteur-compositeur d'indie pop américain.
Originaire d'Arizona, il est le chanteur du groupe The Format, de 2001 à 2008, avant de devenir le chanteur du groupe Fun à partir de 2008.

## Enfance et famille
Nathaniel Joseph Ruess est né le 26 février 1982 à Iowa City, dans l'Iowa. Il est le plus jeune d'une fratrie de deux enfants, sa sœur Libbie a un an de plus que lui. En 1986, sa famille déménage à Glendale, dans l'Arizona, où il passe le reste de son enfance. Son oncle, John Ruess jouant à Broadway, Nate Ruess a toujours baigné dans le milieu de la musique et de la comédie.
En 1998, Nate Ruess rencontre Sam Means alors qu'ils souhaitent faire du rock, mais leur premier groupe est vite abandonné. C'est avec leur groupe Nevergonnascore qu'ils commencent à écrire des chansons.
En 2000, il est diplômé de la Deer Valley High School de Glendale. Une fois son diplôme obtenu, il choisit de faire de la musique bien qu'il n'ait jamais pris de cours de chant ou d'instruments. Entre-temps, il travaille dans un cabinet d'avocat pour subvenir à ses besoins tandis qu'il poursuit ses ambitions musicales.

## Carrière

### 2001-2008: The Format
En 2001, à l'âge de 19 ans, Nate Ruess et Sam Means fondent le groupe The Format. Après sa formation, The Format sort un EP, intitulé EP, qui suscite un intérêt local et amène le groupe à signer avec Elektra Records en 2002.
Ils sortent leur premier album studio, Interventions + Lullabies, le 21 octobre 2003, ce qui leur apporte un succès local plus grand encore. Les fans du groupe se font de plus en plus nombreux. The Format sortent leur second EP, signé par Atlantic Records en avril 2005. Ils créent leur propre label, Vanity Label, alors qu'ils travaillent sur leur deuxième album studio, Dog Problems. Ils sortent leur album le 11 juillet 2006, sous leur label.
Le 4 février 2008, Nate Ruess annonce que The Format est mis de côté, pour que ses membres puissent poursuivre des projets en solo. Le groupe était alors vu comme le meilleur espoir de rock indépendant de la vallée de Phoenix.

### Depuis 2008: Fun.

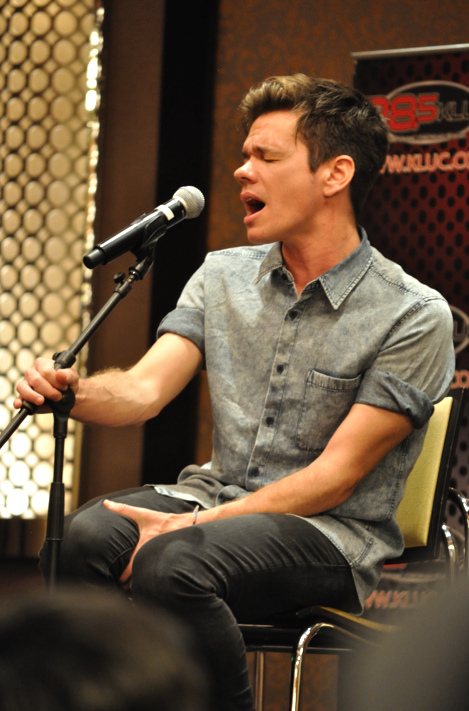
Nate Ruess en 2012.

Après la séparation de The Format, Ruess part pour le New Jersey et contacte Jack Antonoff, de Steel Train, et Andrew Dost, qui faisait partie d'Anathallo, pour former un groupe du nom de Fun.. Ils sortent leur première démo, Benson Hedges, le 20 septembre 2008.
Le 6 avril 2009, Fun. sortent leur premier album studio, intitulé Aim and Ignite. Bien qu'il ait reçu des critiques généralement positives, l'album n'est pas un succès commercial et se place à la 71e place dans le classement du Billboard 200. En 2008, Fun soutiennent la tournée de Jack's Mannequin, et une nouvelle fois en 2010, ainsi que Paramore.
Le 4 août 2010, Fun annonce avoir signé avec Fueled By Ramen. Le 17 mai 2011, le groupe sort un single, C'mon, en collaboration avec Panic! at the Disco. Ils font également la première partie de la tournée du groupe, Vices & Virtues, en 2011. Leur deuxième album studio, Some Nights, sort le 21 février 2012. Le premier single de l'album, We Are Young, en collaboration avec Janelle Monáe, sort le 20 septembre 2011. La chanson est reprise par le casting de Glee en décembre 2011. Le single atteint la première place du Billboard Hot 100 le 8 mars 2012.
En 2015, il profite d'une pause avec les deux membres de son groupe pour commencer une carrière en solitaire. Il sort trois singles "Nothing Without Love", "Ahha"  et "Great Big Storm" cette même année.

### Collaborations

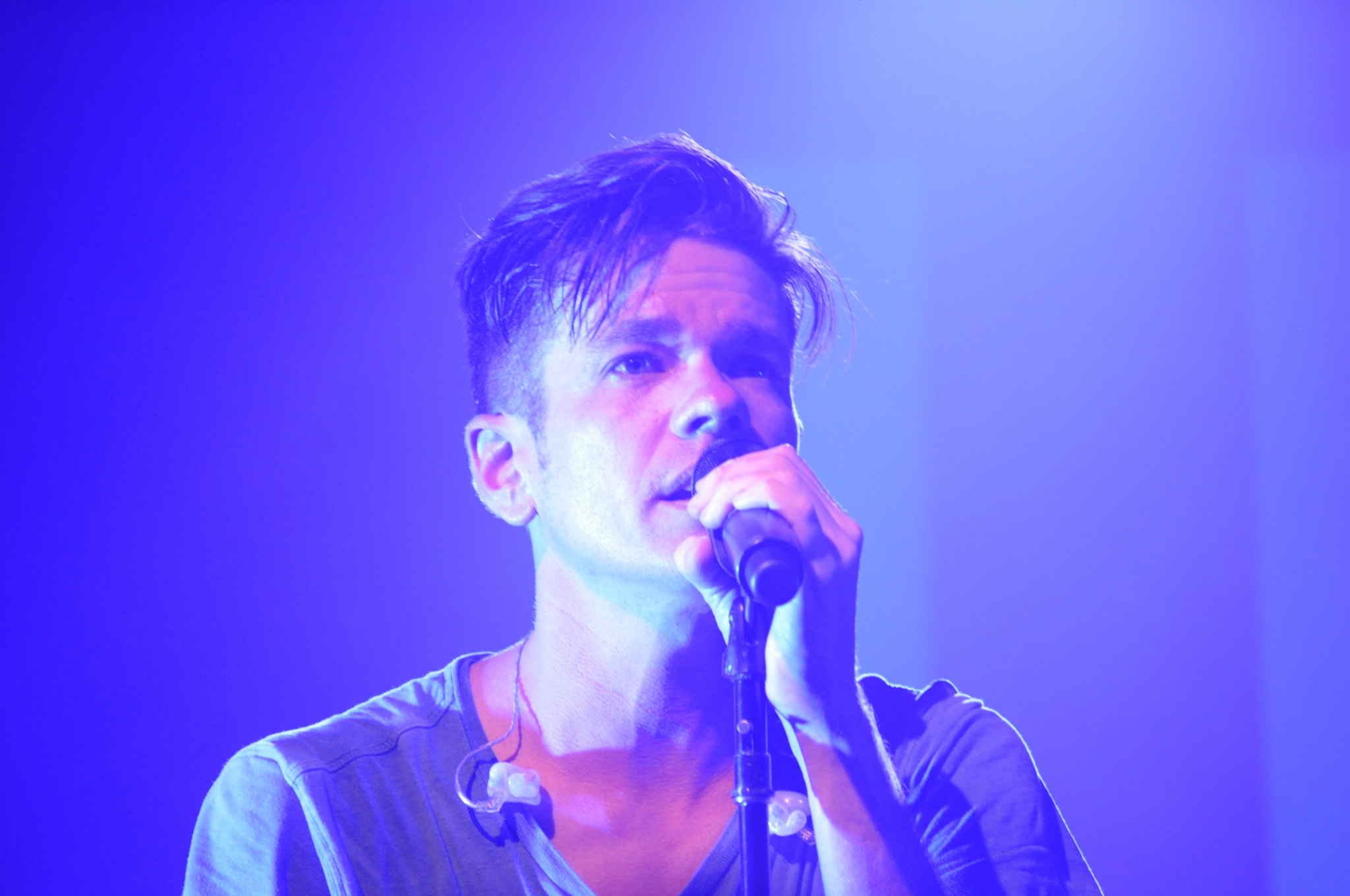
Nate Ruess (en 2012 sur la photo) a collaboré avec des artistes comme Pink ou Eminem.

En 2011, il chante C'mon en duo avec Brendon Urie, chanteur du groupe Panic! at the Disco.
En 2012, Nate Ruess chante en duo avec P!nk sur le titre Just Give Me a Reason, figurant sur l'album The Truth About Love de la chanteuse. Il a également participé à l'écriture. Le single se classe notamment à la première place des ventes aux États-Unis et dans plusieurs pays à travers le monde. Le clip de la chanson, dans lequel il apparaît, remporte le MTV Video Music Awards 2013 de la meilleure collaboration.
La même année, il chante en duo Only Love, qui apparaît sur le deuxième album solo d'Anthony Green (en). Il participe également à l'écriture du single Die Young, premier extrait de l'album Warrior de Ke$ha. Il signe par ailleurs le titre Goodness Gracious, qui figure sur la réédition de l'album Halcyon (Halcyon Days) d'Ellie Goulding.
En 2013, il apparaît sur le titre Headlights de l'album du rappeur américain Eminem, intitulé The Marshall Mathers LP 2, sorti le 4 novembre.
En 2021, il chante sur Love You More en compagnie de Young Thug et Gunna, pour l'album de ce premier, intitulé Punk.[réf. souhaitée]

## Vie personnelle
Jusqu'en 2013, il a été en couple avec la styliste Rachel Antonoff, la sœur du guitariste du groupe (Jack Antonoff). Depuis 2014, il est en couple avec la styliste Charlotte Ronson, sœur du DJ Mark Ronson et sœur jumelle de la DJ Samantha Ronson. Ils ont accueilli leur premier enfant en février 2017, un garçon prénommé Levon Ronson-Ruess. Ils vivent dans l'arrondissement de Manhattan à New York, dans le quartier de NoHo.